# 이달용
이달용(李達鎔, 1883년 음력 9월 11일 ~ ? 1월 27일)은 조선의 왕족이자 대한제국의 황족, 관료, 교육인으로 흥선대원군 하응의 종손(從孫)이며 남연군 구의 증손이다. 가계상 고종에게 5촌 조카이다. 일제강점기의 관료이다. 한성부 출신으로 본관은 전주.
1904년 9월 한성학교(경기고등학교의 전신)의 교장을 지내기도 했다. 1922년 아버지가 사망하자 지위를 승계하여 후작으로 승격했다. 일제 강점기 기간 중 그는 정치활동에는 참여하지 않고 기업, 은행에 투자하여 대주주로 활동했으며 1940년에는 세례를 받고 기독교인으로 개종하였다. 정미칠적의 한사람인 이재곤은 그의 생가 쪽 숙부였으며, 독립운동가 이관용은 그의 친사촌 형제간이다. 아들 이해영과 손자 이철주, 이계주는 모두 대학 교수를 지냈다.

## 생애

### 생애 초반
이달용은 1883년 음력 9월 11일 경기도 양주군 와공면 월곡리(현, 남양주시 와부읍 월문리)에서 왕족인 완순군 이재완과 판서 서상조(徐相祖)의 딸 대구 서씨의 아들로 태어났다. 그가 태어난 곳은 그가 후일 승지벼슬을 했다고 와전되어 승지골, 승지물, 승지물마을, 승지마을 등으로 불리게 되었다.
본래 이달용의 가계는 조선 선조(宣祖)의 후손으로, 아버지 재완은 본래 선조의 아홉째 아들 경창군 주(慶昌君 珘)의 9대손 이신응의 아들이었다. 아버지가 흥선대원군 하응의 둘째 형인 흥완군 이정응에게 입적되어, 이달용은 고종에게 5촌 조카가 된다. 판서 벼슬을 지낸 아버지는 대동구락부 총재를 지내는 등 한일 병합 조약 체결 전부터 일제에 협력했고, 이재곤은 학부대신으로서 정미칠적에 포함된 인물이다. 형제로는 동생 이규용이 있었다.
외할아버지 서상조는 고종 즉위 후, 사도세자를 왕으로 추존해야 한다는 상소를 올려 화제가 되기도 했다. 이달용은 어려서부터 한학을 수학한 뒤 음서 제도로 관직에 임용되었다.
그의 유년시절과 수학 여부는 기록에 전하지 않는다. 과거 시험 응시 여부 역시 기록이 남지 않아 알 수 없다. 어느 시점에 그는 경기도 양주군 와공면(현, 남양주시 와부읍)에서, 한성부 북서 가회방 재동계(北署 嘉會坊 齋洞契)의 맹현동(孟峴洞)으로 이주, 집을 마련하고 계속 한성에 거주하였다. 이후 그가 살던 집 주변 주소는 한일 합방 조약 이후 경기도 경성부 종로구 가회동 30번지로 이름이 바뀌었다.

### 관료 생활

#### 관료 생활 초기
1899년 4월 12일 시강원시종관에 임명되었다. 4월 28일에는 고종이 종묘(宗廟), 경모궁(景慕宮)을 참배할 때 수행한 공로로 반숙마 1필을 하사받았다. 그해 5월 6일 시강원 시종관을 의원면직했다.
1899년 시강원을 시작으로 대한제국 관리로 근무했고, 1902년 8월 민영기가 한성부에 세운 신학문 교육기관 사립 중교의숙(私立中橋義塾)에 입학, 1904년 7월 10일에 졸업하기도 했다. 
1903년 11월 15일 헌종비 효정왕후가 죽자 종척 집사가 되고, 1904년 1월 6품으로 승진, 종척 집사(宗戚執事)에 임명되었으며 그 뒤 시종원시종관으로 부임했다. 그 해 7월 30일에 중학교장에 임명되고, 9월 9일 한성학교(경기고등학교의 전신)의 제4대 학교장으로 부임했다. 그해 11월 종척 집사(宗戚執事)로 임명되었다.
11월 24일 비서원승에 임명됐다. 경성부 종로구 가회동 30번지 본가에서 살던 그는 1911년 무렵 한때 그는 분가해서 경성부 북부 재동으로 분가했다가, 다시 경성부 종로구 가회동 30번지의 본가로 되돌아왔다.

#### 을사조약과 한일 합방 전후
12월 혼전 향관(魂殿享官)에 임명되었다. 1905년 4월 7일 한성학교 교장직을 사퇴했다. 이후 비서원승 등을 지내며 1905년에는 일본 궁내성을 시찰했고, 일본 정부로부터 훈3등 서보장을 수여받았다. 그해 7월 종부사장(宗簿司長)에 임명됐고, 7월말 판리공사(辦理公使)를 겸임하였다. 1905년 7월 일본국 시찰단 사무원이 되어, 탁지부대신 민영기, 표훈원 총재 민병석, 중추원 의관 민상호, 시종무관장 조동윤, 윤치호 등을 수행하여 열차편으로 대구, 부산을 거쳐 부산항에서 배편으로 일본에 다녀왔다.
7월 18일 대화환( 大和丸) 배편으로 일본에 도착, 시모노세키,  19일 오사카, 21일 일본은행 조폐국, 오사카성, 병기창, 담배청, 22일 도쿄에 도착, 주재공사 조민희(趙民熙)를 만난 후 7월 25일 가쓰라 일본총리를 면담하고 이토 히로부미를 방문했으며 7월 31일 제지공장, 국영인쇄국 등을 방문하고 그해 8월 귀국했다.
1905년(광무 9년) 11월의 을사조약 당시 그는 조약에 참여하지는 않았다. 1906년 종2품으로 승진하였고, 1907년 당시 규장각 부제학을 거쳐 종2품으로 궁내부에 근무하고 있었다. 2월 다시 종부사장에 임명되고, 11월 흥친왕을 보빙대사로 하는 일본에 파견되는 대한제국 보빙사절단의 수행원으로 이준용 등과 함께 일본에 다녀왔다. 12월 순종 즉위 후 훈4등에서 훈3등으로 격상되고 팔괘장을 하사받았다. 12월 4일 헌의대원왕의 왕릉을 경기도 시흥군 공덕동에서 파주군 운천면 대덕동의 묘 자리로 이장할 때, 대원왕릉 천릉 서사관에 임명되었으며, 12월 6일 규장각 부제학에 임용하고 칙임관(勅任官) 3등에 임명되었다. 가선대부 종부사장에 이르렀으며, 1910년(융희 4년) 10월 2일 한일 합방 조약이 체결되자 그는 관직을 사퇴했다.
그에게는 아들이 여러명 있었는데, 둘째 아들 중남(仲男)을 6촌 형이자 자녀 없이 일찍 죽은 흥친왕 이재면의 차남 이문용의 양자로 입양보냈다. 입양간 중남은 이름을 이해명으로 개명했으며 《양공가공족보자료(兩公家公族譜資料)》에는 입양 당시 호주가 그가 아닌 그의 아버지 이재완으로 되어 있다. 이문용의 부인이자 6촌 형수 안동김씨 김용규(金鎔圭)의 양자가 되어 관철동 155번지로 가서 거주했다.

### 한일 합방 이후

#### 한일 합방 직후
1910년 한일 병합 직후 이재완은 후작, 이재곤은 자작 작위를 받았다. 1911년 이달용은 종척 집사(宗戚執事)의 한 사람에 임명되었다. 한편 1911년 7월 10일 덕안궁(德安宮)의 향관(享官)으로 참여할 당시 이달용의 작위는 남작이었다.
1918년 9월 17일 병석에 누운 덕수궁 이태왕을 간호한 공로로 상을 받았다.
1920년 4월 이왕세자 영친왕의 가례에 참석을 위해 후작 윤택영, 백작 이완용, 자작 송병준, 남작 이윤용·조동윤·민영찬 등과 함께 여비 200원을 하사받고 일본 도쿄의 결혼식장에 하객으로 참석했다. 1921년 8월 11일 이왕세자인 영친왕과 이방자의 장남 이진이 태어나자, 8월 19일 이왕 순종(李王 順宗)의 명을 받아 종친의 대표로써 도쿄의 왕세자 별저(別邸)로 가 왕세손의 탄생을 축하하라는 명을 받고 일본 도쿄를 다녀왔다.
1920년 5월 17일에는 함경북도의 벌목, 목재 운반 및 철도회사 양강척림철도(兩江拓林鐵道)의 공동 감사의 한 사람이자 대주주로 활동했다.

#### 일제 강점기 활동
그는 조선생명보험주식회사에 주주로 출자했고, 1921년 10월 20일 조선생명보험주식회사 임원 선출 때 한상룡과 함께 공동 부사장으로 선출되었다. 1921년부터는 한성은행에 투자하여 계속 대주주로 있었다. 1923년에는 이달용, 이달용후작의 이름으로 1500원과 3000원을 출자해 한성은행 대주주의 한 사람으로 있었다.
1922년 8월 11일 이재완이 사망하였고, 그해 10월 22일에 이달용이 후작 작위를 세습했다. 《매일신보》에 따르면 이달용은 습작할 때 황공해하며 "집안에 어른이 계시다가 아니 계시매 정신 착란되는 일이 많은 중 습작됨이 황송한 처분이나 옛 어른이 하루라도 더 계심만 같지 못하며 더구나 신문에 발표됨은 외람한 듯한 감도 있다."고 발언했다. 그러나 그는 일체의 정치활동에는 관여하지 않고, 광산 개발과 주식 투자 등의 사회활동에 전념하였다.
1925년 5월 19일 경성부 종로방 가회동 30번지의 그의 집에 도둑이 들었는데, 창문의 쇠창살 3개를 뜯어내고, 안방과 다락방에서 쓰다 남은 피륙과 은주전자 2개와 프랑스잔(와인잔) 10여개, 놋쇠 밴돌이 하나, 은등잔 1개를 훔쳐 도망치다가 발각되어 근처에 내버리고 도주했다. 이는 1925년 5월 20일자 동아일보에 보도되었다. 그해 7월 그는 본래의 고향인 양주(현, 남양주시)로 거주지를 옮겼다.
1925년 6월 6일에는 박영효가 경성부 종로정에 개업한 경성흥산(京城興産)에 600원을 투자해 대주주의 한 사람이 되었다. 1926년 4월 순종이 붕어하자 특별히 어장(御葬)의 고문으로 임명되고, 종척집사에 임명되었다. 5월 다시 천릉 종척 집사(宗戚執事)에 재임명되었다. 
1928년 11월 16일에는 제임스 모리스가 여주군에 개업한 여주광산(驪州鑛山)의 주주이자 중역, 이사로 선출되었다.
1933년부터는 조선생명보험의 최고 대주주이자, 조선생명보험사 이사로 활동했다.

#### 생애 후반
1939년 11월 28일에는 조선지장주식회사의 취체역으로 근무하였다.
그는 이재완이 한일 병합 전부터 대한철도회사 사장과 한성은행 총재를 지냈고 합방과 함께 받은 거액의 은사공채를 종잣돈으로 이용하여 많은 재산을 모았기에, 일제 강점기 동안 서울 종로구 가회동의 큰 집에서 부유한 생활을 했다. 1960년의 한 잡지 보도에 따르면, 당시 이달용은 사망한 상태였으며 이달용의 아들이 안국동에서 유복하게 지내며 사진예술가로 활동하고 있었다. 다른 아들 이해영은 서울대학교 문리과 대학 교수와 사회과학연구소 소장 등을 지냈다. 이달용의 또 다른 아들은 이해선으로 그는 연세대학교의 교수를 지낸 이철주(李鐵柱)의 아버지이다.
1940년에는 기독교에 귀의하여 프랑스식 세례를 받았는데, 기독교 교파 중 어느 교파로 귀의했는지는 알려지지 않았다. 이는 조선총독부 출입 기자인 홍조일(洪朝日)기자가 그의 세례받은 사실을 언급하면서 시중에 알려졌다.
해방 이후에도 한동안 생존해 있었다. 1948년 5월 1일 윤홍섭이 구왕궁관리사무소 사무장관을 면직하자 그가 구왕궁사무소 사무관장이 되었다. 1949년 8월 11일에는 헐버트 사회장 장의위원회 위원의 한 사람으로 참여했다. 윤치호에 의하면 그는 가래침을 뱉고, 시끄럽게 떠드는 버릇이 있었다고 한다.

### 사후
묘소는 경기도 양주군 와부면 도곡리 안골(현, 남양주시 와부읍 도곡1리 97-1 안골) 금대산(金臺山)의 갓무봉 흥완군 이정응 묘소 근처에 안장되었다. 근처 갓무봉에는 흥완군의 묘소가 있고, 그의 묘소 근처에는 다른 전주이씨의 묘소가 있고, 그의 묘소 바로 위에는 아버지 이재완의 묘소가 있다. 이달용의 묘에는 비석은 없고 상석과 묘소 앞면 양 옆에 망주석만이 있으며, 상석 뒤편에 가선대부 종부사장 이달용의 묘라고 한자로 새겨져 있다.
흥녕군과 이재완의 묘소 근처에는 이달용의 저택이 있었다. 이재완 묘소 근처에는 우물이 하나 있었는데, 한때 승지를 지냈던 이달용이 항상 그 물을 길어다 마셨다 하여 승지물 이라고 불렸고 그 근처를 승지물마을이라 불렸다 한다. 흥녕군과 이재완 묘소 근처에는 남양주 도곡1리에는 이달용의 큰 기와 저택이 있었고, 논이 많았다. 그의 묘소 인근에 있던 이달용 생전의 집은 와부면의 천석지기였지만, 집은 모두 헐리고 집터가 일부 남아 있다. 그의 묘소는 속칭 승지묘라 부른다.
2002년 민족정기를 세우는 국회의원모임이 광복회와 함께 선정해 발표한 친일파 708인 명단 가운데 조선귀족 부문에 수록되었다. 그러나 그가 적극적으로 일본에 협력하거나 친일행위를 한 행적은 나타나지 않아 논란의 여지는 있다. 2008년 공개된 민족문제연구소의 친일인명사전 수록예정자 명단의 습작/수작 부문에도 들어 있으며 2009년 친일반민족행위진상규명위원회가 발표한 친일반민족행위 705인 명단에도 포함되었다.
손자 이철주는 연세대학교의 교수를, 손자 이계주는 숙명여자대학교 교수를 역임했다.

## 평가
일제에 협력한 아버지 이재완으로부터 막대한 재산을 물려받은 점 등은 비판을 받고 있다.

## 상훈 경력
- 1907년 12월 대한제국 팔괘장(八卦章)

## 가족 관계
동생 이규용은 1945년 이후에도 생존해 있었으나, 자세한 행적과 사망기록, 자녀기록이 전하지 않는다. 
- 아버지 : 이재완(李載完, 1855년 음력 12월 5일 ~ 1922년 8월 11일)
- 어머니 : 정경부인 대구서씨(貞敬夫人 大丘徐氏, ? - 1923년 6월 7일), 서상조(徐相祖)의 딸
  -     - 동생 : 이규용(李逵鎔, 1888년 6월 13일 ~ ?)
    - 제수 : 홍씨(洪氏)
- 부인 : 안동김씨(1883년 3월 4일 ~ ?), 진사 김회근(金會根)의 둘째 딸
  - 딸 : 이씨
  - 아들 : ?
  - 아들 : 이해선(李海善, 1905년 6월 19일 ~ 1983년)
  - 며느리 : 민계식(閔桂植, 1903년 4월 9일 ~ ?, 민영환, 박수영(朴壽泳)의 둘째 딸)
    - 손자 : 이철주(李鐵柱, 1922년 ~ ?, 전 연세대학교 교수)
    - 손부 : 윤을섭(尹乙燮)
      - 증손녀 : 이정희(1947년 ~ )

    - 손녀 : 이금주(1925년 ~ ?)
    - 손자 : 이계주(李桂柱, 1927년 ~ , 숙명여자대학교 교수)

  - 며느리 : ?, 이해선의 부인
    - 손자 : 이길주(李吉柱, 1958년 ~ )

  - 아들 : 이해명(李海明, 1907년 혹은 1911년 12월 5일 ~ ?) - 흥친왕 재면의 차남 이문용의 양자로 출계
  - 아들 : 이해상(李海尙, 1913년 ~ 1985년)
  - 며느리 : 신계완(1913년 ~ 1991년)
    - 손자 : 이병주(1936년 ~ )
    - 손녀 : 이남주(李男柱, 1939년 ~ )피아니스트, 전 성심여대 교수
    - 손녀 : 이옥주(1944년 ~ )

  - 딸 : 이길영(1916년 ~ ?)
  - 딸 : 이우영(李又英, 1920년 ~ 1938년 1월 28일)
  - 아들 : 이해영(李海英, 1925년 ~ 1979년 11월 18일), 대학 교수
- 장인 : 김회근
- 장모 : 조씨(趙氏)
- 종조부 : 흥선대원군

## 기타
독립운동가이며 대한민국 임시정부 파리위원부와 구미위원부에서 활동한 독립운동가 이관용은 그의 숙부 이재곤의 셋째 아들이었다. 황족인 이관용은 그의 양가(養家)로 6촌이 된다.

## 같이 보기
| - 한일합방 - 이지용 - 흥선대원군 - 흥완군 - 흥녕군 - 흥인군 | - 운현궁 - 이관용 - 이문용 - 이해영 |

## 참고자료
- 이달용(李達鎔) - 국사편찬위원회
- 친일반민족행위진상규명위원회 (2007년 12월). 〈이재완〉 (PDF). 《2007년도 조사보고서 II - 친일반민족행위결정이유서》. 서울. 365~380쪽쪽. 발간등록번호 11-1560010-0000002-10. [깨진 링크(과거 내용 찾기)]
- 경기고등학교의 역사[깨진 링크(과거 내용 찾기)]

### 참고 문헌
- 고종실록
- 순종실록